# George Turner (escritor)
George Reginald Turner (15 de octubre de 1916 – 8 de junio de 1997) fue un crítico literario y escritor australiano, conocido principalmente por sus novelas de ciencia ficción, escritas principalmente al final de su carrera. Su primera novela de ciencia ficción la escribió en 1978, cuando rondaba los 60 años. A pesar de ello, consiguió un éxito considerable como escritor (incluyendo un premio Arthur C. Clarke).

## Biografía
Turner nació y creció en Melbourne. Sirvió en las Fuerzas Imperiales australianas durante la Segunda Guerra Mundial. Posteriormente realizó múltiples trabajos, desde funcionario en una oficina de empleo a técnico en la industria textil. Tras ello trabajó como crítico literario de ciencia ficción en el periódico The Age.
Antes de comenzar a escribir ciencia ficción, se hizo un hueco como escritor de ficción, género en el que publicó 5 novelas entre 1959 y 1967. De ellas dos fueron premiadas con distintos premios. "The Cupboard under the Stairs" (1962), ganó el Premio Miles Franklin, el galardón literario más importante de Australia; mientras que "The Lame Dog Man" (1967) ganó el Commonwealth Literary Fund.
En los años 70, se labró una fama considerable como crítico de ciencia ficción en la revista SF Commentary. En 1977 edita "The View from the Edge", una antología de cuentos redactados por los participantes en un taller de escritores en Melbourne, donde colaboró con otros escritores de ciencia ficción como Vonda McIntyre y Christopher Priest. 
Una década después de su última novela, publica "Beloved Son" (1978), su primera novela de ciencia ficción, que escribió a partir de un relato propio que publicó en Science Fiction: A Review of Speculative Literature el 1 de julio de 1977 bajo el título "The Lindley Mentascripts". Antes de su muerte publicaría seis novelas más de ciencia ficción.

## Ciencia Ficción
La principal característica de las obras de George Turner es la capacidad descriptiva del autor y la aproximación que es capaz de hacer a los problemas morales y sociales de sus protagonistas, como en sus novelas "Drowning Towers" o "Genetic Soldier", donde muestra su visión personal del calentamiento global y sus consecuencias para la humanidad. Mucho de su trabajo deja evidente sus raíces australianas, y a veces incorpora referencias a los pueblos aborígenes de su país. A pesar de su inicio tardío, a su muerte era considerado una de las figuras más notables de la ciencia ficción australiana. 
A su primera novela de ciencia ficción "Beloved Son" 1978) le siguieron las novelas "Vaneglory "(1981) y "Yesterday's Men" (1983), las tres unidas en la denominada Saga de La Cultura Étic. En ellas se describen los problemas tras un holocausto nuclear y las consecuencias de los cultivos transgénicos y de pandemias por mutaciones de virus. En Vaneglory introduce su idea más destacada, los Niños del Tiempo, una sociedad secreta de seres humanos mutantes virtualmente inmortales con habilidades mentales muy superiores a los humanos normales. A diferencia de en otras obras de ciencia ficción, no controlan directamente el destino de los humanos (a pesar de que intervienen intermitentemente en la política humana) dado que su cultura más introspectiva les hace difícil comprender las personalidades humanas o cooperar con ellas. Simplemente se encargan de vivir de manera paralela a los humanos, sin interaccionar apenas con ellos. 
Su siguiente novela "The Sea and Summer" (1987) (publicada en Estados Unidos como "Drowning Towers" (1988) y en España como "Las Torres del Olvido" (1989)), es su novela de más éxito, estando nominada para el Premio Nébula y ganando el Premio Arthur C. Clarke en 1988. Está basada en su relato corto "The Fittest" publicado en 1985 en "Urban Fantasies". Se trata de una novela de ciencia ficción que versa sobre una historiadora del futuro que trabaja en la bahía de Melbourne, que debido al cambio climático, ha quedado totalmente inundada, y acompañado a esto provocó el derrumbe del sistema económico, la división de la sociedad en una élite adinerada y una masa social empobrecida. Turner concluye su novela con una reflexión personal sobre la importancia del cambio climático y de como su evolución podría afectar a la sociedad humana.
Sus siguientes dos novelas fueron thrillers políticos ambientados en un futuro próximo. "Brainchild "(1991) y "The Destiny Makers" (1993). "Brainchild" gira en torno a un periodista encargado en investigar un experimento genético que habría convertidos a seres humanos en individuos con una inteligencia superior. Parte de la novela estaba tomada del cuento "On the Nursery Floor" (1985).
"Genetic Soldier" (1994) comparte la ambientación de "The Destiny Makers". Tras los acontecimientos de esta novela, la tripulación de una nave espacial es enviada para explorar planetas que sean habitables para los humanos. A su regreso a la Tierra, descubren que los humanos han evolucionado para seguir viviendo de una forma más armoniosa con el medio ambiente y caracterizada por una rígida especialización genética. La novela expande el relato "Shut the Door when you Go Out" donde Turner dibuja un escenario similar.
George Turner fue nombrado Invitado de Honor en la 57.ª edición de la Convención Mundial de Ciencia Ficción que se celebró en Melbourne en 1999, pero por desgracia murió 2 años antes de que el evento tuviera lugar. En 2013 su novela "The Sea and the Summer" ("Las Torres del Olvido" en español) se convirtió en la primera novela australiana en ser incluida en ser incluida en la lista de Obras maestras de la ciencia ficción de Victor Gollancz Ltd.

### Novelas y colecciones
- Young Man of Talent  (1959)
- A Stranger and Afraid (1961)
- The Cupboard Under the Stairs (1962)
- A Waste of Shame (1965)
- The Lame Dog Man (1967)
- Beloved Son (1978)
- Transit of Cassidy (1978)
- Vaneglory (1981)
- Yesterday's Men (1983)
- The Sea and the Summer (1990) (Drowning Towers en EE. UU., Las Torres del Olvido en Español, publicada por Navona Editorial en su colección LOS INELUDIBLES
- A Pursuit of Miracles (Colección de relatos) (1990)
- Brain Child (1991)
- The Destiny Makers (1993)
- Genetic Soldier (1994)
- Down There in Darkness (1999)

### Antología
- The View from the Edge, como editor (1977)

### Autobiografía
- In the Heart or in the Head: An Essay in Time Travel, (1984)

Biografía "George Turner: A Life" por Judith Raphael Buckrich, Melbourne University Press, 1999.

### Ficción corta
- "And Now Doth Time Waste Me" (1998) en "Dreaming Down-Under".

## Premios
| Premio Miles Franklin                                                                             | The Cupboard Under the Stairs, 1962 |
| Premio Ditmar                                                                                     | Beloved Son, 1979                   |
| Premio Arthur C. Clarke                                                                           | The Sea and Summer, 1988            |
| Premio de los escritores de la Commonwealth: Mejor libro (Región sudeste asiático y Pacífico Sur) | The Sea and Summer, 1988            |